# Sakaliwka
Sakaliwka (ukr. Сакалівка) – wieś na Ukrainie, w obwodzie połtawskim, w rejonie myrhorodzkim. W 2001 liczyła 74 mieszkańców, spośród których 68 posługiwało się językiem ukraińskim, a 6 rosyjskim.